# PHL-191箱式火箭炮
PHL-191箱式火箭炮，又被称为PHL-16箱式火箭炮，是中华人民共和国所设计研发的一款远程自行多管火箭炮。装备于中国人民解放军陆军。

## 研发历程
PHL-191的设计是基于北方工业自主设计专供外贸出口的AR-3自行火箭炮 。 AR-3于2010年首度亮相供外贸出口。 而中国人民解放军自用版的PHL-191则于2019年国庆阅兵时亮相，但不同于其他在阅兵时亮相的多管火箭炮，PHL-191的名字并未在阅兵直播解说词中提及。

## 设计
这些发射车以火箭炮營的形式编组。一个典型的火箭炮營包括12辆发射车、12辆装填车、指挥车、气象调查车和其他服务保障车辆。

### 发射弹种
与早期装载固定类型弹药的PHL-03自行火箭炮不同，新型的PHL-16有3个模块化发射单元，可以携带不同类型的弹药。每个发射模块可以携带5枚300毫米火箭或4枚370毫米「火龍280」火箭或1枚750毫米BRE10戰術导弹 。其基本版与出口版AR-3甚至可以换装750毫米的火龙480战术弹道导弹和380毫米TL-7B反舰导弹。其模块化的特征在解放军自用版中得到了保留。
PHL-191型有2種火箭，分別為火龍280以及火龍280A。火龍280的口徑為370毫米，射程從60公里至300公里。火龍280A的口徑為750毫米，射程可達500公里，如果採用北斗衛星定位導引及氣動力舵面，可將誤差圓周在30公尺左右。
在2019年国庆阅兵上亮相的版本所装载的是8枚370毫米火箭弹。

### 底盘
其底盘采用的是山东万山集团有限公司的45t级、8×8底盘的WS2400卡车。

## 改型
AR-3多管火箭炮基本型，2010年起标价出口
PHL-191箱式火箭炮中国人民解放军自用版

## 使用国
- 中华人民共和国
  -  中国人民解放军陆军 – 截至2022年，已经服役200+辆。[13]